# Indonesia en los Juegos Paralímpicos de Sídney 2000
Indonesia estuvo representada en los Juegos Paralímpicos de Sídney 2000 por cuatro deportistas masculinos. El equipo paralímpico indonesio no obtuvo ninguna medalla en estos Juegos.